# O Bobo da Rainha
Brasil: O Bobo da Rainha / Portugal: A Espia da Rainha (título original - (em inglês) - The Queen's Fool) é um livro escrito pela romancista britânica Philippa Gregory, publicado no ano de 2004.

## Enredo
O livro relata a história de Hannah Green, nascida Hannah Verde, na Espanha. Hannah foge da Inquisição desde que sua mãe foi capturada e queimada como herege, por ser praticante do judaísmo.
Vivendo com o pai na Inglaterra, Hannah conhece Robert Dudley e o tutor deste, John Dee. É levada à corte, onde serve ao rei Eduardo Tudor, como seu bobo da corte. Hannah tem o dom de ver o futuro e Robert Dudley se interessa por ela, em termos políticos (ao levá-la à corte para que o sirva como espiã), por essa mesma causa.
Lá, ela o serve oficialmente como sua criada, mas é mandada para espionar Lady Mary, princesa herdeira do trono e meia-irmã do rei, além de ser católica. Lady Mary e Hannah acabam tornando-se amigas.
Quando o Rei Eduardo morre, deixando o trono para sua prima protestante, Joana Grey, Lady Mary revolta-se e acaba indo à Londres, com o apoio dos católicos da Inglaterra, para assumir o trono. Nesse tempo todo, Hannah a acompanha e posteriormente, ela visita Robert Dudley na prisão, preso pela rebelião a favor da cunhada Joana Grey como rainha, e seu patrão, que a libera de seus serviços.
A Rainha Mary ou Maria acaba por mandar Hannah para a corte paralela de sua meia-irmã e herdeira, Elizabeth e Hannah passa a admirar esta, embora trabalhe como espiã de Maria, que introduz a Inquisição na Inglaterra, para temor de Hannah, após o casamento com Filipe de Espanha.
Em meio a isso tudo, há a paixonite de Hannah por Robert, seu compromisso de noivado com Daniel Carpenter, o relacionamento com o pai, livreiro em Londres, e um grande dilema em sua vida, que evolve os valores e princípios da lealdade.